# Junior Noboa
El pelotero. Dominicano Año 2009
|nombre           = Rafeli Jiménez

|lugar nacimiento = [[Batey 3 de tamayo ], Azua,  República Dominicana
|fecha nacimiento = 10 de noviembre de 1963 (61 años)
|nacionalidad     = Dominicana

|deporte          = Béisbol
|inicio           = 22 de agosto de 1984
|retiro           = 5 de agosto de 1994
|equipo_debut     = Cleveland Indians
|equipo_retiro    = Pittsburgh Pirates
|posición         = Segunda base
|batea            = Derecha
|lanza            = Derecha
|otroresultado1   = Promedio de bateo
|resultado1       = .239
|otroresultado2   = Hits
|resultado2       = 118
|otroresultado3   = Carreras impulsadas
|resultado3       = 33

|equipos          = 
- Cleveland Indians (1984-1985)
- California Angels (1988)
- Montreal Expos (1989-1991)
- New York Mets (1992)
- Oakland Athletics (1994)
- Pittsburgh Pirates (1994)

}}
Milciades Arturo "Junior" Noboa Díaz (nacido el 10 de noviembre de 1964 en Azua) es un ex segunda base dominicano que jugó en las Grandes Ligas de Béisbol por ocho temporadas con los Indios de Cleveland, Los Angeles Angels of Anaheim, Expos de Montreal, Mets de Nueva York, Atléticos de Oakland, y Piratas de Pittsburgh. Fue firmado por los Indios como amateur en 1981. Actualmente trabaja en la oficina gerencial de los Diamondbacks de Arizona. Finalizó con  118 hits, 13 dobles, 4 triples, 1 jonrón, 33 carreras impulsadas, 47 anotadas, 9 bases robadas, 4 veces puesto out robando, 47 ponches, promedio de .239 en 493 turnos al bate y 317 juegos jugados.
En la Liga Dominicana, Noboa acumuló varios récords en el equipo Leones del Escogido (1987-1995), entre ellos: líder de bateo (con .327), novato del año (1984-85). Además ha sido asesor técnico, gerente general y director de operaciones del equipo. También jugó anteriormente para los Caimanes del Sur (1983-86) y las Estrellas Orientales (1986-1987). Ha sido gerente general de las Estrellas Orientales y los Toros del Este.Trabajo en las oficinas de los Leones del Escogido como ejecutivo del equipo.  En Grandes Ligas es vicepresidente de operaciones de béisbol para América Latina de los Diamondbacks de Arizona.